# Makarony po-flotski
I makarony po-flotski (in russo макаро́ны по-фло́тски?, letteralmente "pasta della marina militare") sono un piatto tipico della cucina russa, i cui ingredienti principali sono la pasta condita con carne bollita, macinata e fritta con l'aggiunta di sale, pepe e cipolle.. Makaroni (maccheroni), in questo caso, significa semplicemente "pasta", secondo l'accezione internazionale del termine.

## Storia
I makarony po-flotski sono un piatto popolare sovietico (russo), la cui ricetta e il cui nome furono definiti intorno agli anni 1950.
Peraltro, un precursore della ricetta si trovava già nel ricettario di S.A. Dragomirova V pomošč' chozjakam. Recepty raznych bljud i zagotovok (В помощь хозяйкам. Рецепты разных блюд и заготовок, Per aiutare le cuoche. Ricette per vari piatti e preparazioni) pubblicata nel 1909, in cui si citava la "pasta con carne in scatola o prosciutto" (макароны с солониной или ветчиной) a base di pasta lessata con carne di manzo o prosciutto tritato finemente e formaggio grattugiato servito separatamente nel piatto.
Una delle prime menzioni della pasta correlata alla marina militare russa si verificò in relazione all'ammutinamento avvenuto il 19 ottobre 1915 sulla corazzata Gangut: il motivo della rivolta fu la violazione delle tradizioni marittime, quando, dopo aver svolto un duro lavoro fisico di carico del carbone sulla nave, al posto della pasta e della carne, ai marinai fu offerta una zuppa d'orzo.
Il Libro del cibo gustoso e sano (Книге о вкусной и здоровой пище) contiene diverse ricette di piatti preparati con cibo in scatola tra cui la "pasta con carne" (макароны с мясом), simile nella loro ricetta alla pasta "po-flotski";.
A quel tempo la dizione "po-flotski" (по-флотски) non era ancora in uso e il piatto si chiamava semplicemente "pasta con carne". Successivamente, quando acquisì grande popolarità tra la gente comune, divenne necessario sottolineare l'origine del piatto.
La prima menzione del nome originale nelle pubblicazioni culinarie si trova nel libro Kulinarija (Кулинария) pubblicato nel 1955. Successivamente, la ricetta è stata inclusa nel libro "Cucina originale" (Самобытная кухня) del 1965  .
A causa della presenza di carne macinata nel piatto, nel 2008 il servizio federale "Rospotrebnadzor" ha vietato la produzione di pasta "po-flotski" negli esercizi di ristorazione negli istituti scolastici , nonché negli istituti di servizi sociali per anziani  .

## Varianti

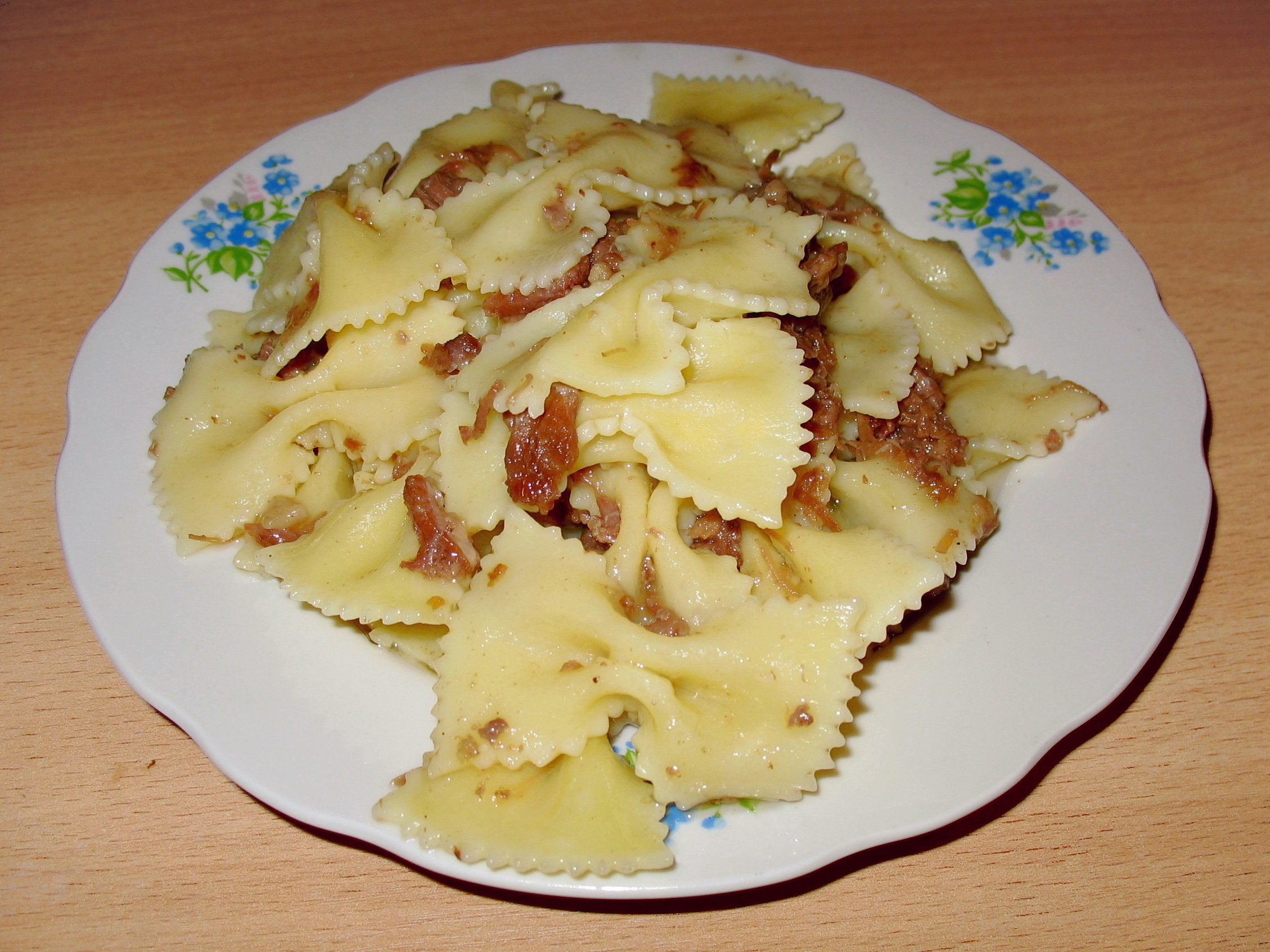
Farfalle "po-flotski"

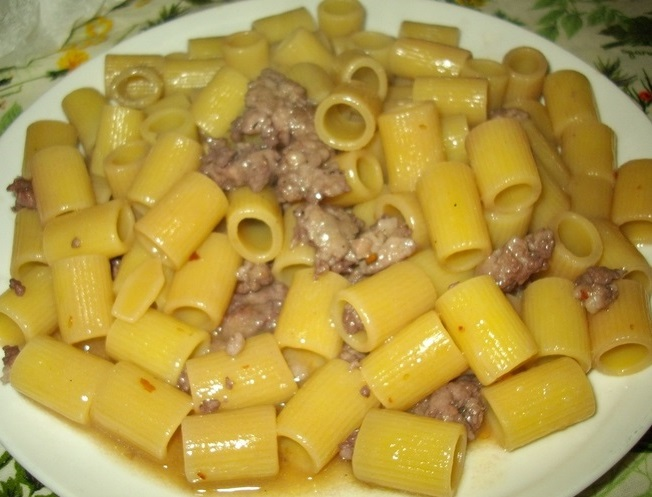
Mezze maniche "po-flotski"

Le opzioni di preparazione dipendono principalmente dalla scelta e dal metodo di lavorazione dei prodotti a base di carne:
- carne macinata;
- carne bollita;
- stufato in scatola;
- carne macinata liofilizzata;
- fegato.

La preparazione più diffusa è quella con la carne macinata fritta con cipolle, e si trova spesso nella cucina casalinga.
Negli esercizi di ristorazione pubblica e nella marina militare dell'URSS, veniva utilizzata l'opzione di cucinare dalla carne bollita passata attraverso un tritacarne e fritta insieme a pasta e grasso.
Il modo più semplice per cucinare è quello di utilizzare lo stufato in scatola (тушёнка, tušënka).
In tutte le varianti sono consentiti arrostire (sia pasta che carne), stufare, cuocere a fuoco lento, bollire e stufare.

## Nella cultura
La pasta "alla marinaresca" è menzionata da Sergej Pavlovič Korolev nella monografia di Boris Chertok, che racconta gli eventi su un sottomarino sovietico nel 1955.
La pasta "navale" è piaciuta al regista, produttore cinematografico e attore Raj Kapoor, che ha visitato l'URSS con la prima del film Awaara nel 1954, che in seguito ha offerto agli ospiti questo piatto russo ai ricevimenti in studio tenuti nel suo studio cinematografico R. K. Films.